# Tournoi de beach-volley de Prague
Le tournoi de beach-volley de Prague est l'une des manches à avoir été inscrite au calendrier du FIVB Beach Volley World Tour, le circuit professionnel mondial de beach-volley sous l'égide de la Fédération internationale de volley-ball.
Organisé dans la ville tchèque de Prague, l'épreuve messieurs est disputée quatre fois entre 2008 et 2012 tandis que l'épreuve dames se joue en 2014 et 2015.

## Éditions
| # | Année | Date messieurs | Date dames   | Catégorie    | Site | Diffuseur TV   |
| - | ----- | -------------- | ------------ | ------------ | ---- | -------------- |
| 1 | 2008  | 6 au 11 mai    | -            | Tournoi open |      | Česká televize |
| 2 | 2010  | 15 au 21 juin  | -            | Tournoi open |      |                |
| 3 | 2011  | 17 au 22 mai   | -            | Tournoi open |      |                |
| 4 | 2012  | 22 au 27 mai   | -            | Tournoi open |      |                |
| 5 | 2014  | -              | 21 au 25 mai | Tournoi open |      |                |
| 6 | 2015  | -              | 19 au 24 mai | Tournoi open |      |                |

## Palmarès

### Messieurs
| Année | Vainqueurs                     | Finalistes                          | Troisième place                      |
| ----- | ------------------------------ | ----------------------------------- | ------------------------------------ |
| 2008  | Jake Gibb et Sean Rosenthal    | Julius Brink et Christoph Dieckmann | Emanuel Rego et Ricardo Santos       |
| 2010  | Phil Dalhausser et Todd Rogers | Alison Cerutti et Emanuel Rego      | Julius Brink et Jonas Reckermann     |
| 2011  | Alison Cerutti et Emanuel Rego | Phil Dalhausser et Todd Rogers      | Sébastien Chevallier et Sascha Heyer |
| 2012  | Pedro Cunha et Ricardo Santos  | Alison Cerutti et Emanuel Rego      | Phil Dalhausser et Todd Rogers       |

### Dames
| Année | Vainqueurs                           | Finalistes                      | Troisième place                  |
| ----- | ------------------------------------ | ------------------------------- | -------------------------------- |
| 2014  | Kristyna Kolocova et Marketa Slukova | Katrin Holtwick et Ilka Semmler | Laura Ludwig et Kira Walkenhorst |
| 2015  | Agatha Bednarczuk et Barbara Seixas  | Heather Bansley et Sarah Pavan  | Eduarda Lisboa et Elize Maia     |

## Tableau des médailles

### Messieurs
| Nation     | Or | Argent | Bronze | Total |
| ---------- | -- | ------ | ------ | ----- |
| Brésil     | 2  | 2      | 1      | 5     |
| États-Unis | 2  | 1      | 1      | 4     |
| Allemagne  | -  | 1      | 1      | 2     |
| Suisse     | -  | -      | 1      | 1     |

### Dames
| Nation             | Or | Argent | Bronze | Total |
| ------------------ | -- | ------ | ------ | ----- |
| Brésil             | 1  | -      | 1      | 2     |
| République tchèque | 1  | -      | -      | 1     |
| Allemagne          | -  | 1      | 1      | 2     |
| Canada             | -  | 1      | -      | 1     |